# Erdosteina
Erdosteina è una molecola dotata di attività mucolitica. Strutturalmente è un derivato tiolico caratterizzato dalla presenza di due atomi di zolfo. I due gruppi funzionali sulfidrilici contenuti nella molecola vengono liberati grazie all'effetto di primo passaggio epatico e ciò consente la conversione di erdosteina nel suo metabolita farmacologicamente attivo (Met I). La molecola è stata scoperta e sviluppata in Italia da Edmond Pharma che è anche il titolare dell'autorizzazione all'immissione in commercio. Il farmaco è impiegato come mucolitico e fluidificante nelle affezioni acute e croniche dell'apparato respiratorio. È venduto con i nomi commerciali di Esteclin ed Erdotin, nella forma farmaceutica di capsule rigide da 300 mg, compresse dispersibili da 300 mg, granulato per sospensione orale (225 mg) in bustine e polvere per sospensione orale (175 mg/5ml).

## Farmacodinamica
Erdosteina è una molecola mucoattiva antiossidante dotata di un profilo farmacologico multiforme che le consente di interferire positivamente nei processi patologici dei disordini respiratori, in particolare quelli caratterizzati da aumento di produzione o spessore del muco, aumentato stress ossidativo ed infiammazione cronica. Inoltre, una importante caratteristica del profilo farmacologico di erdosteina è rappresentata dalla sua sinergia con gli antibiotici.
- Attività antiossidante ed antinfiammatoria

Erdosteina esercita il suo ruolo come antiossidante ed antinfiammatorio grazie al gruppo tiolico libero del suo metabolita Met I, che ha un effetto diretto di scavenging radicalico (in particolare sulle specie reattive dell’ossigeno) ed è quindi in grado di legare i radicali liberi impedendo che questi danneggino l'organismo.
Svolge inoltre un ruolo protettivo contro la perossidazione lipidica (soggetti fumatori, pazienti con BPCO).
Erdosteina esercita inoltre il suo effetto aumentando la disponibilità di antiossidanti endogeni come il glutatione, nel plasma e nel fluido di lavaggio bronco-alveolare.
- Attività antiadesiva

Erdosteina è in grado di interferire con l’adesione batterica. Infatti il Met I, agendo sulle fimbrie batteriche, può distruggere l’integrità dei legami disolfuro all’interno delle piline inducendo cambiamenti stereo-chimici che interferiscono con il legame delle fimbrie batteriche ai recettori cellulari.
La riduzione di aderenza batterica è raggiunta dal Met I a concentrazioni vicine al picco plasmatico che si ottiene dopo una singola somministrazione orale di 300 mg di erdosteina.
Erdosteina ha dimostrato in vitro ed in vivo un’attività sinergica con gli antibiotici, contro l’adesività batterica, in pazienti con infezioni respiratorie. Diversi studi clinici sottolineano infatti che, quando data in combinazione con antibiotici, erdosteina non interferisce con la loro attività bensì ne migliora gli effetti, portando ad un aumento di efficacia terapeutica.
- Attività mucolitica

Erdosteina mostra una importante azione muco-regolatrice (determina infatti un incremento della produzione di muco rendendolo più fluido e molto meno denso), ed influenza positivamente la clearance mucociliare.
Secondo alcuni studi erdosteina risulta più attiva di altri farmaci muco-regolatori simili (ad esempio N-acetil-cisteina, sobrerolo ed ambroxolo).
- Broncopneumopatia cronico-ostruttiva (BPCO)

Studi dimostrano che in pazienti con bronchite cronica stabile/BPCO con ipersecrezione di muco, erdosteina può portare vantaggi terapeutici nella somministrazione a lungo termine.
Un trattamento di 6-8 mesi con erdosteina può ridurre significativamente il rischio di esacerbazioni ed ospedalizzazione e migliorare la qualità di vita dei pazienti. Questo dato è in accordo con le recenti indicazioni derivanti dalla letteratura internazionale, che supporta l'uso di agenti mucoattivi in pazienti con patologie polmonari croniche ipersecretive, specialmente durante i mesi invernali.
Una metanalisi condotta su 1278 pazienti ha dimostrato che erdosteina favorisce un miglioramento della sintomatologia e riduce il rischio di esacerbazioni di bronchite cronica e BPCO. È risultato inoltre che erdosteina è in grado di ridurre la durata di un'esacerbazione ed il rischio di ospedalizzazione dovuto a BPCO.
Lo studio RESTORE (Reducing Exacerbations and Symptoms by Treatment with ORal Erdosteine in COPD) randomizzato, doppio-cieco, ha valutato l’efficacia e la sicurezza di erdosteina 300 mg/bid in aggiunta alla terapia di mantenimento per 12 mesi in 467 pazienti con BPCO stabile da moderata a severa. Lo studio ha coinvolto 47 ospedali in 10 Paesi europei. Dopo 1 anno di trattamento si è avuta una riduzione del 19.4% della frequenza di esacerbazione, con una riduzione del 57.1% nella frequenza delle esacerbazioni lievi. Inoltre si è avuta una riduzione del 24.6% della durata delle esacerbazioni rispetto al placebo. Questi effetti sono stati ottenuti indipendentemente dall’assunzione di corticosteroidi per via inalatoria.
Una subanalisi dello studio RESTORE ha dimostrato che l’aggiunta di erdosteina alla terapia di mantenimento riduce il numero di esacerbazioni lievi e la durata di tutte le esacerbazioni nei pazienti con BPCO moderata.
Una metanalisi condotta su 2753 pazienti con BPCO mostra che il profilo di efficacia e sicurezza di erdosteina è superiore a quello di altri due mucolitici, carbocisteina ed N-acetilcisteina. Inoltre erdosteina è stato l’unico tra i tre mucolitici a ridurre il rischio di ospedalizzazione dovuto ad esacerbazioni di BPCO.
- Altre attività

Diversi studi dimostrano l’efficacia di erdosteina nel trattamento della bronchiectasia in termini di facilità di espettorazione. In alcuni Paesi nel mondo erdosteina è approvata per il trattamento della bronchiectasia.
Erdosteina ha dimostrato benefici anche nel trattamento di rinosinusite cronica con poliposi nasale ed Otite Media Secretiva.
- Popolazione pediatrica

Erdosteina è stata testata in pazienti pediatrici con disturbi del basso tratto respiratorio, in associazione con ampicillina, dimostrando un’elevata riduzione dei sintomi.
In pazienti pediatrici con bronchite acuta, tracheobronchite e polmonite, erdosteina ha dimostrato un’elevata riduzione dell’intensità della tosse e miglioramento dei sintomi clinici, con ottima tollerabilità.
In 342 pazienti pediatrici con storia di esacerbazioni ricorrenti, l’utilizzo di erdosteina ai primi sintomi di infezione del tratto respiratorio con presunta origine virale ha portato ad una elevata riduzione dell’uso di antibiotici e minori infezioni respiratorie.

## Farmacocinetica
Erdosteina, somministrata in singole dosi da 150 mg a 1200 mg, mostra una cinetica lineare, con concentrazioni sieriche del Met I di circa quattro volte maggiori rispetto a quelle di Erdosteina.
I parametri farmacocinetici di erdosteina e del Met I sono pienamente comparabili dopo dosi singole e multiple, quindi non si verifica accumulo o attivazione metabolica dopo somministrazioni ripetute.
Il cibo non influenza in modo significativo l’assorbimento di erdosteina.
Dopo somministrazione per via orale erdosteina è rapidamente assorbita dal tratto gastrointestinale. La concentrazione plasmatica massima (Cmax) viene raggiunta dopo 30-60 minuti (Tmax) dalla assunzione. La molecola a livello epatico subisce una metabolizzazione completa in metaboliti affini. La biodisponibilità del farmaco assunto per via orale è ottima. 
L'emivita si aggira intorno alle 3 ore. Il legame con le proteine plasmatiche è pari al 65%.
In 12 soggetti sani anziani (età media 63 anni) i parametri farmacocinetici di Erdosteina e Met I si sono dimostrati simili a quelli osservati negli adulti (età media 31 anni).
Una moderata disfunzionalità renale in soggetti anziani non ha influenzato la farmacocinetica di erdosteina o del Met I.

## Tossicità
La DL50 nel ratto è molto alta, compresa tra 3.500-5.000 mg/kg.

## Usi clinici
Studi clinici su più di 4.000 pazienti hanno dimostrato che erdosteina è efficace come mucolitico, fluidificante nelle affezioni acute e croniche delle vie aeree superiori ed inferiori dell'apparato respiratorio caratterizzate da un’aumentata produzione di muco. Essa va infatti a modulare la viscosità dell'escreto delle vie aeree, rendendo il muco più fluido e meno compatto. In questo modo si ha un incremento della velocità mucociliare che favorisce la rimozione del muco dalle vie aeree.
In particolare l'efficacia è significativa nel diminuire i sintomi associati alla Broncopneumopatia cronica ostruttiva.. Uno studio multicentrico, multinazionale su oltre 450 pazienti affetti da Broncopneumopatia Cronica Ostruttiva ha dimostrato che questo farmaco è in grado di ridurre sia la frequenza che la durata delle esacerbazioni sintomatiche tipiche di questa malattia.
Le Linee Guida Internazionali GOLD (Global Initiative for Chronic Obstructive Lung Disease) indicano che un trattamento regolare con un mucolitico come erdosteina può ridurre le esacerbazioni e migliorare lo stato complessivo di salute dei pazienti affetti da Broncopneumopatia Cronica Ostruttiva.
In alcuni Paesi erdosteina è approvata per il trattamento della bronchiectasia.

## Effetti collaterali ed indesiderati
Erdosteina è sostanzialmente un farmaco estremamente ben tollerato che comporta effetti collaterali solo in una minoranza di soggetti.
La frequenza e severità degli eventi avversi negli studi clinici (più di 2300 pazienti in più di 70 studi clinici) è stata molto bassa e comparabile al placebo.
Erdosteina è stabile ad idrolisi in ambiente acido quindi non ha un effetto diretto sulla mucosa gastrica, il che implica un profilo di sicurezza molto elevato. Tra gli effetti avversi più comuni si segnalano cefalea, alterazione del gusto, nausea, vomito, diarrea, dolore addominale epigastrico, comparsa di eritema e rash cutaneo, orticaria, eczema.

## Controindicazioni
Il farmaco è controindicato nei soggetti con ipersensibilità nota al principio attivo oppure ad uno qualsiasi degli eccipienti. Il farmaco è controindicato nei soggetti con ulcera peptica. A causa della verosimile interferenza dei prodotti metabolici della molecola con il metabolismo della metionina, erdosteina è controindicata in soggetti che soffrono di cirrosi epatica e deficit dell'enzima cistationina-sintetasi.

## Interazioni
In letteratura medica non vi è evidenza di interazioni negative con altri farmaci. Inoltre erdosteina può essere utilmente associata ad antibiotici, sedativi della tosse e farmaci con azione broncodilatatrice (ad esempio teofillina e β2 stimolanti).
Secondo uno studio eseguito su pazienti con esacerbazione di bronchite cronica erdosteina aumenta in modo significativo le concentrazioni di antibiotico (amoxicillina) nell'escreato ma non nel sangue. Il trattamento combinato determina una rapida diminuzione della viscosità del muco, più rapidi sfebbramenti e negativizzazione delle colture dell'escreato.